# Acantharctia atriramosa
Acantharctia atriramosa là một loài bướm đêm thuộc phân họ Arctiinae, họ Erebidae.